# 시칠리아어 위키백과

시칠리아어 위키백과는 시칠리아어로 된 위키백과이다. 2004년 10월에 시작되었으며 2007년 여름에 문서 수가 1만 개에 도달 했다. 시칠리아어 위키백과는 이탈리아 소수 언어 계열 중 처음으로 설립된 위키백과이다. 기호는 scn이다.